# کمیته مخفی
کمیته مخفی یکی از انجمن‌های سری دوران مشروطه بود که در آستانه انقلاب مشروطه، در اسفند ۱۲۸۳ تأسیس شد و نیروهای مذهبی اصلاح‌طلب مورد حمایت سید محمد طباطبایی، از جمله ناظم‌الاسلام کرمانی در آن عضویت داشتند.

## مواضع
کمیته مخفی خواهان پایان بخشیدن به حکومت استبدادی و ایجاد یک نظام جدید دموکراتیک بود. اعلامیه‌های این کمیته نشان می‌دهد که کثرت‌گرایی مذهبی در بین آنها پذیرفته شده بود و برای عضویت در آن، فرقی بین مسلمان، ارمنی، یهودی و زرتشتی نبود. با این حال، در این اعلامیه‌ها نامی از پیروان ازلی و بهایی برده نشده‌است.